# 50 złotych 1983 Ignacy Łukasiewicz
Moneta 50 złotych 1983 Ignacy Łukasiewicz – okolicznościowa moneta pięćdziesięciozłotowa, wprowadzona do obiegu 6 maja 1983 r. zarządzeniem z 22 kwietnia 1983 r. (M.P. z 1983 r. nr 16, poz. 92), wycofana z dniem denominacji z 1 stycznia 1995 r., rozporządzeniem prezesa Narodowego Banku Polskiego z dnia 18 listopada 1994 r. (M.P. z 1994 r. nr 61, poz. 541).
Moneta była bita w ramach serii tematycznej Wielcy Polacy.

## Awers
W centralnej części umieszczono godło – orła bez korony, po bokach rok „1983”, pod łapą znak mennicy w Warszawie, poniżej napis „ZŁ 50 ZŁ”, dookoła napis „POLSKA RZECZPOSPOLITA LUDOWA”.

## Rewers
Na tej stronie monety znajduje się popiersie Ignacego Łukasiewicza, dookoła napis „IGNACY ŁUKASIEWICZ • 1822–1882”, a nad lewym ramieniem króla, monogram projektantki.

## Nakład
Monetę bito w Mennicy Państwowej, w miedzioniklu, na krążku o średnicy 30,5 mm, masie 11,7 grama, z rantem ząbkowanym, w nakładzie 611 700 sztuk, według projektów:
- Anny Jarnuszkiewicz (awers) oraz
- Stanisławy Wątróbskiej-Frindt (rewers).

## Opis
Moneta jest jedną z jedenastu pięćdziesięciozłotówek okolicznościowych bitych w miedzioniklu latach 1979–1983.

## Wersje próbne
Istnieje wersja tej monety należąca do serii próbnej w niklu z wypukłym napisem „PRÓBA”, wybita w nakładzie 500 sztuk oraz wersja próbna technologiczna, z wypukłym napisem „PRÓBA”, w miedzioniklu, w nakładzie 20 sztuk.